# Kumi Yamashita

Kumi Yamashitas Unterschrift mit Kreide an der Wand in der Chiang Kai-shek Memorial Hall, Taipei, Taiwan

 Kumi Yamashita (japanisch 山下工美 Yamashita Kumi; * 1968 in Takasaki, Japan) ist eine japanische Künstlerin. Sie lebt und arbeitet in New York City und ist bekannt für ihre Arbeiten, die sie mit Licht und Schatten skulptiert.

## Leben und Werk
Yamashita wurde in Takasaki als Tochter eines Bildhauers und Professors für Industriedesign geboren und lebte bis zu ihrer Teenagerzeit in Japan. Sie zog als Austauschschülerin in die Vereinigten Staaten und verbrachte ein Jahr in Indiana und dann ein weiteres Jahr im Bundesstaat New York. Nach dem Abschluss ging sie nach Florenz und studierte 1993 mit einem Leistungsstipendium am Cornish College of the Arts in Seattle, wo sie 1994 den Bachelor of Arts erhielt. Sie erwarb 1999 ihren Master of Fine Arts an der Glasgow School of Art.
Ihre Multimedia-Arbeiten, die Licht- und Schatteninstallationen, bestehen aus gewöhnlichen Alltagsgegenständen, wie Bausteinen, Fäden, Nägeln, Scherenschnitten, Stoff und Holz, aus denen sie Bilder gestaltet. Sie konstruiert einzelne oder mehrere Objekte und platziert sie in bestimmten Abständen von einer Lichtquelle, um Kunstwerke zu schaffen, die sowohl aus den festen, materiellen Objekten als auch aus den Schatten bestehen, die sie erzeugen. Das Gesamtkunstwerk setzt sich sowohl aus den festen Objekten als auch dem Licht oder Schatten zusammen.
Ihre Arbeiten wurden seit Ende der 1990er Jahre in zahlreichen Galerien und Museen ausgestellt und waren in Gruppenausstellungen und Sonderprojekte zu sehen, so in der Figurative Association an der Arrowmont School of Arts, Tennessee und der String Theory in der Scott White Contemporary Art Gallery in Kalifornien.

## Ausstellungen (Auswahl)
- 1995: Seafirst Bank Card Services, Washington
- 1997: Seattle Art Museum, Washington
- 1997: Someone Else’s Mess, King County Art Gallery, Washington
- 1998: Salt Lake City Art Center, Utah
- 1998: Boise Art Museum, Idaho
- 1999: Trace. The Liverpool Biennial of Contemporary Art, Liverpool
- 1999: Yerba Buena Center for the Arts, San Francisco, Kalifornien
- 2000: Kirin Art Award Exhibition. Tokio-Osaka, Japan
- 2002: Kathleen E. Nash Gallery, University of Minnesota
- 2002: Glass Gallery, University of Texas at El Paso, Texas
- 2002: Kent Gallery, New York
- 2002: Roswell Museum and Art Center, New Mexico
- 2002: Art Front/Hillside Gallery, Tokio, Japan
- 2004: Sfenks Seni Yiyip Yutacak, Kars Sanat Calisimalari, Istanbul
- 2004: Dis-tance, Aomori International Art Center, Aomori, Japan
- 2005: Only Make-Believe: Ways of Playing. Compton Verney, Warwickshire, England
- 2005: Sunny Days and Starry Nights, Esplanade, Singapur
- 2007: Reversible, Scottish Parliament, Edinburgh
- 2008: Kent Galerie, New York
- 2018: Black Out: Silhouettes Then and Now, Mississippi Museum of Art
- 2019: Black Out: Silhouettes Then and Now, Birmingham Museum of Art
- 2019: Alyson Shotz and Kumi Yamashita: Light & Shadow, Wichita Art Museum[4]
- 2020: Forgotten Faces: Visual Representation Of Trauma And Mass Killings In Asia, Charles B. Wang Center
- 2020: In Profile: A Look at Silhouettes, New York Historical Society

### Einzelausstellungen
- 1997: Seattle Art Museum, Washington, USA
- 1998: Salt Lake Art Center, Utah
- 1998: Boise Art Museum, Idaho
- 1999: Yerba Buena Center, Kalifornien
- 2002: Kathleen E. Nash Gallery, University of Minnesota
- 2002: Glass Gallery, University of Texas at El Paso, USA
- 2002: Hillside Gallery, Tokio, Japan
- 2002: Kent Gallery, New York City, USA
- 2002: Roswell Museum and Art Center, New Mexico, USA
- 2005: Sunny Days and Starry Nights, Esplanade-Theatres on the Bay, Singapur
- 2008: Kent Gallery, New York City
- 2015: Mountains & Valleys, Art Front Gallery, Tokio, Japan
- 2016: Fleeting, Chiang Kai Shek Memorial Hall, Taipeh, Taiwan
- 2018: Fleeting, Global Harbor Museum, Shanghai, China

## Auszeichnungen (Auswahl)
- 1993:  Merit Scholarship, Cornish College of the Arts, Washington
- 1995:  Betty Bowen Art Award Special Recognition, Washington
- 1997:  King County Art Commission Special Project Grant, Washington
- 1997:  Artist Trust GAP Award, Washington
- 2000:  Kirin Art Award, Zweiter Preis, Japan
- 2003:  The Pollock and Krasner Foundation, New York
- 2009:  Year in Review 2009, Public Art Network (PAN), Americans for the Arts[5]
- 2014:  Crystal Kirin Award, Peking, China
- 2014:  Special Merit Award, WAH-Center, New York City